# Nagy András (író)
Nagy András (Budapest, 1956. június 8. –) magyar író, drámaíró, forgatókönyvíró, egyetemi tanár.

## Élete
Szülei Nagy András és Losonczi Ágnes szociológus. 1974–1979 között az ELTE Bölcsészettudományi Kar magyar-népművelés szakán tanult. 1979 óta a Magyar Művészeti Alap tagja. 1979–1981 között az ELTE BTK 20. századi magyar irodalomtörténeti tanszéken ösztöndíjas, majd tanársegéd volt. 1982 óta a Magyar Írószövetség tagja. 1982–1990 között a Magvető Könyvkiadó szerkesztője volt. 1989–90-ben a Janus Pannonius Tudományegyetem tanára volt. 1985 óta a Nemzetközi PEN Club tagja. 1996–2004 között a Veszprémi Egyetem színháztörténet tanára volt. 1997-2000 között a Színház- és Filmművészeti Főiskola színházelmélet tanára volt. 1999–2004 között a Nemzetközi Színházi Intézet magyar központjának elnöke volt. 2004 óta az Országos Színháztörténeti Múzeum és Intézet igazgatója.

## Művei

### Elbeszélések
- Toron. 1867 (1978)
- Blaszfém. Novellák és monológok; Fekete Sas, Bp., 2008

### Színművek
- Báthory Erzsébet (1985)
- Anna Karenina pályaudvar (1990)
- Magyar három nővér (1991)
- A csábító naplója — Kierkegaard (1992)
- Nana — Emile Zola emlékére (1992)
- A bögöly — Socratés Weimarban (1992)
- A sevillai, a kővendég és a szédelgő (1997)
- Biberach és a többiek (1997)
- Vörös és fekete
- Mi hárman
- Alma
- A papagáj
- Knédli. Négy Habsburg recept, egyfelvonásos
- Szöveg/színház; Fekete Sas, Bp., 2015

### Regények
- Savonarola (1980)
- Kedves Lukács. Lukács György és Seidler Irma; Magvető, Bp., 1984
- Európa utolsó nyara (1992)

### Esszék, tanulmányok
- Savonarola-kísérlet (1982)
- Kis szörnyesztétika (1989)
- Drámák (1994)
- Kierkegaard Budapesten. A Kierkegaard-hét előadásai, 1992. december 1-4.; szerk. Nagy András, ford. Fáber András et al.; Fekete Sas, Bp., 1994
- Főbenjárás – Kierkegaard, Mahler, Lukács (1998)
- Kis angyaltan (2003)
- A Bang-Jensen ügy. '56 nyugati ellENSZélben; Magvető, Bp., 2005
- „Dráma van”. A kortárs drámairodalom arcai; Gondolat, Bp., 2010 (Universitas Pannonica)
- Az árnyjátékos. Sören Kierkegaard irodalomtörténet, eszmetörténet és hatástörténet metszéspontján; L'Harmattan, Bp., 2011
- Halálos együttérzés. A "magyar ügy" és az ENSZ, 1956-1963; Felsőbbfokú Tanulmányok Intézete–Kossuth, Kőszeg–Budapest, 2020
- Az inkognitó lovagja. Kierkegaard-tanulmányok; L'Harmattan–Institute of Advanced Studies, Budapest–Kőszeg, 2021

### Tévéfilmek
- A Kreutzer szonáta (1988)
- Az évszázad csütörtökig tart (1989)
- Vörös vurstli (1991)
- Szarajevó kávéház (1995)

## Díjai, kitüntetései
- Móricz Zsigmond-ösztöndíj (1982)
- Soros-ösztöndíj (1988–1989)
- Fulbright-ösztöndíj (1998)
- Bornemisza Péter-díj (1999)
- Hevesi Sándor-díj (2001)